# Noah Webster

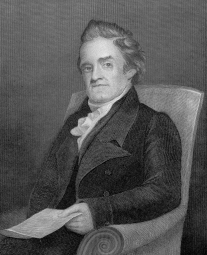
Noah Webster

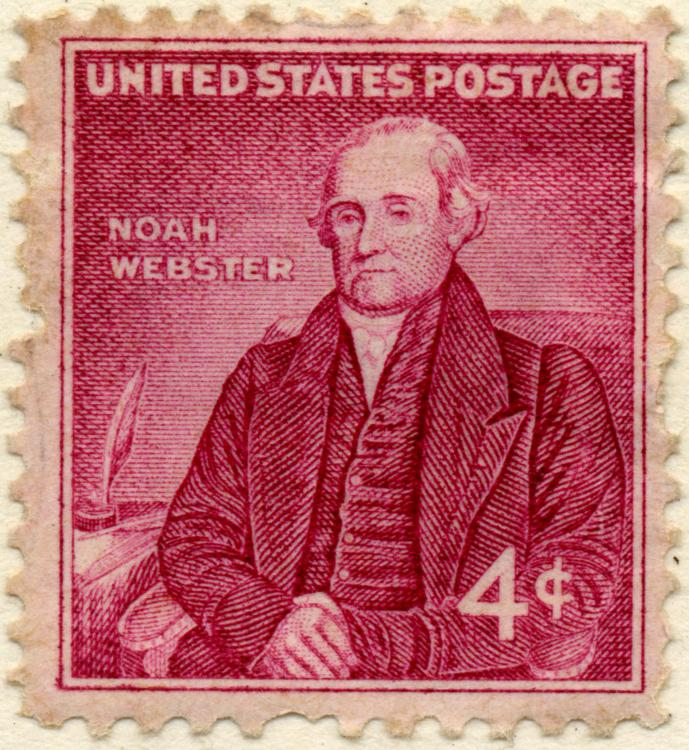
Sello conmemorativo de su nacimiento, 1958.

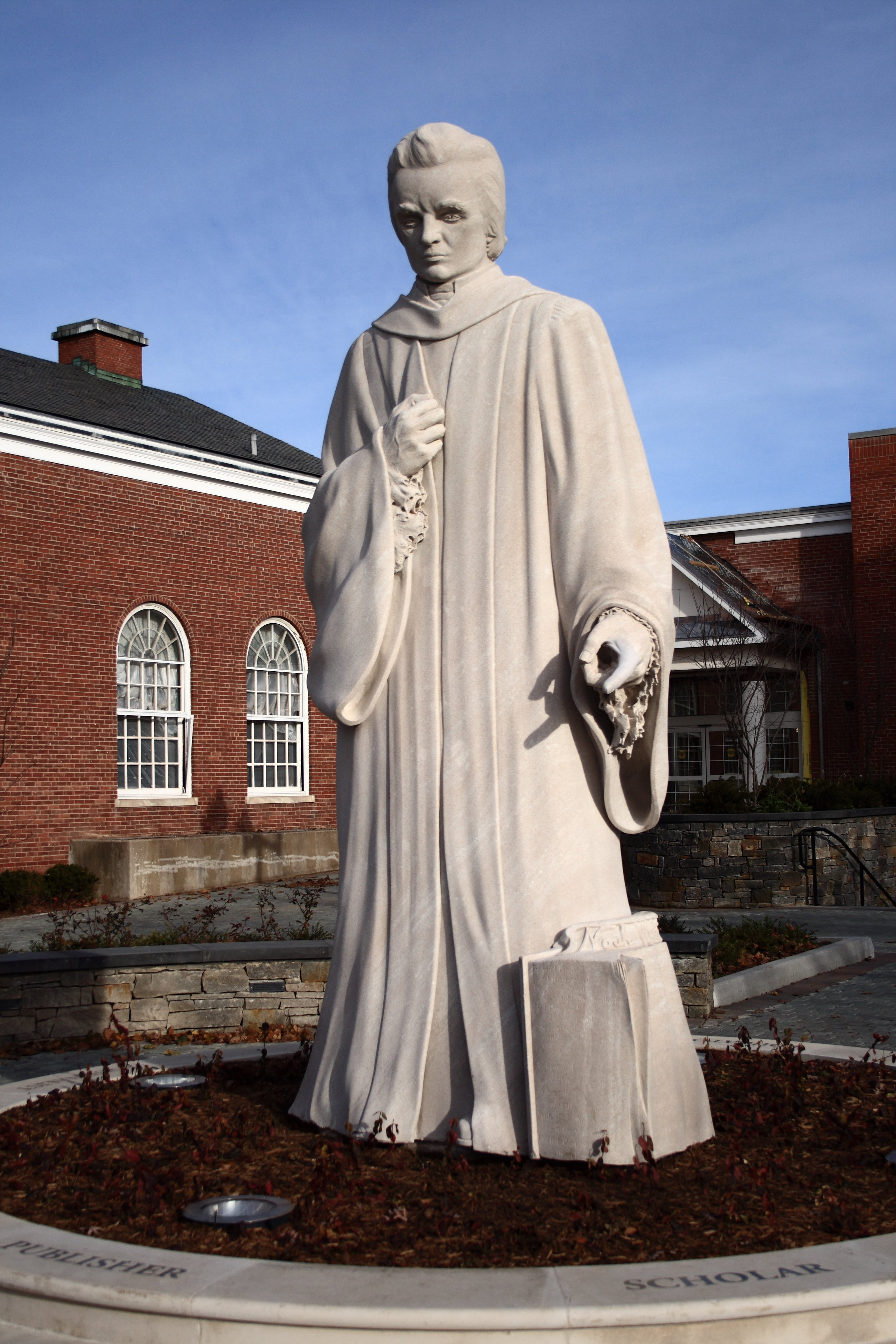
Estatua de Noah Webster, creada por Korczak Ziółkowski.

Noah Webster (16 de octubre de 1758 - 28 de mayo de 1843) fue un lexicógrafo, editor, escritor político y de libros de texto estadounidense, reconocido como el padre de la escolaridad y educación en ese país. Sus libros de primeras letras de tapa azul ayudaron a aprender a leer a cinco generaciones en Estados Unidos: de ahí que su apellido se haya convertido en sinónimo de "diccionario", a partir de la publicación del An American Dictionary of the English Language en 1828.